# Société d'économie mixte d'aménagement et de gestion du marché d'intérêt national de Rungis
La Société d'économie mixte d'aménagement et de gestion du marché d’intérêt national de Rungis (SEMMARIS) est une société d'économie mixte fondée en 1965 chargée de la gestion du marché d'intérêt national de Rungis. Elle est présidée depuis 2012 par Stéphane Layani.

## Historique
La société est constituée en juillet 1965.
En 1995, la SEMMARIS absorbe la SAGAMIRIS (Société d'économie mixte d'aménagement et de gestion des annexes du Marché d'intérêt national de Rungis), supprimant ainsi la « distinction [...] quelque peu artificielle » qui existait entre les eux sociétés.
En 2018, son capital est détenu par les actionnaires suivants :
Pour des raisons techniques, il est temporairement impossible d'afficher le graphique qui aurait dû être présenté ici.

| Secteur | Actionnaire | Actionnaire                         | Part    |
| ------- | ----------- | ----------------------------------- | ------- |
| Public  |             | Agence des participations de l'État | 33,34 % |
| Public  |             | Ville de Paris                      | 13,19 % |
| Public  |             | Département du Val-de-Marne         | 5,60 %  |
| Public  |             | Caisse des dépôts et consignations  | 4,60 %  |
| Privé   |             | Predi Rungis (Crédit agricole)      | 33,34 % |
| Privé   |             | Professionnels                      | 9,93 %  |

En 1980, l'État en détenait 51 %.

## Présidents
- 1965 : Libert Bou (d)[2]
- 1976 : Michel Giraud[7]
- 1977 : Émile Arrighi de Casanova[8]
- 1981 : Jean Menguy (d)[9]
- 1988 : Clément Bouhin (d)[10]
- 1991 : Jean-Louis Porry[11]
- 1994 : Marc Spielrein (d)[12]
- 2012 : Stéphane Layani